# 4-二甲氨基苯酚
4-二甲氨基苯酚（C8H11NO, DMAP）是一個擁有酚和胺基的芳香化合物。

## 用途
4-二甲氨基苯酚是氰化物中毒的解毒劑，它透過產生正鐵血紅蛋白來解毒。 但這只適用於急性中毒的情況，其後須使用硫代硫酸钠或鈷胺素治療。 在動物的實驗中，它於肌肉內的注射中產生作用。